# 이등변 삼각형

이등변삼각형

기하학에서 이등변 삼각형(二等邊三角形, 영어: isosceles triangle)은 두 변의 길이가 같은 삼각형이다. 이 경우 길이가 같은 두 변이 마주보는 두 내각의 크기는 같다. 또한, 길이가 같은 두 변의 교점을 지나는 내각의 이등분선은 남은 한 변의 수직 이등분선과 일치한다. 세 변의 길이가 모두 같은 삼각형을 정삼각형이라고 한다. 과거 에우클레이데스의 정의에서는 이등변 삼각형을 정확히 두 변의 길이가 같은 삼각형으로 정의하여 정삼각형을 포함시키지 않았으나, 현대 기하학에서 정삼각형은 이등변 삼각형의 특수한 경우이다.

## 정의
삼각형의 두 변의 길이가 같다면, 이 삼각형을 이등변 삼각형이라고 한다. 이등변 삼각형의 길이가 같은 두 변을 등변(等邊, 영어: leg)이라고 하고, 남은 한 변을 밑변(-邊, 영어: base)이라고 한다. 두 등변 사이의 내각을 꼭지각(-角, 영어: vertex angle)이라고 부르며, 밑변과 등변 사이의 두 내각을 밑각(-角, 영어: base angle)이라고 부른다. 꼭지각이 예각·직각·둔각인 이등변 삼각형을 각각 예각 이등변 삼각형, 직각 이등변 삼각형, 둔각 이등변 삼각형이라고 한다. 세 변의 길이가 같은 삼각형을 정삼각형이라고 한다. 모든 정삼각형은 (예각) 이등변 삼각형이다. 정삼각형에서는 임의의 변을 밑변으로 삼을 수 있다.

## 성질
밑변이 {\displaystyle BC}인 이등변 삼각형 {\displaystyle ABC}의 다음과 같은 직선들은 서로 일치한다.
- 꼭짓각 {\displaystyle \angle A}의 이등분선
- 밑변 {\displaystyle BC}의 수직 이등분선
- 꼭짓점 {\displaystyle A}를 지나는 중선
- 꼭짓점 {\displaystyle A}에서 밑변 {\displaystyle BC}에 내린 수선

정삼각형이 아닐 경우 이 직선은 오일러 직선이다.

이등변 삼각형의 꼭지각의 이등분선은 밑변의 수직 이등분선이다. 반대로 한 내각의 이등분선이 이 내각이 대하는 변의 수직 이등분선과 일치하는 삼각형은 이등변 삼각형이다.

증명:
각 {\displaystyle \angle A}의 이등분선 {\displaystyle AX}가 {\displaystyle BC}와 {\displaystyle X}에서 만난다고 하자. 그렇다면
{\displaystyle AB=AC}
{\displaystyle \angle BAX=\angle CAX={\frac {1}{2}}\angle BAC}
{\displaystyle AX=AX}
이므로, 삼각형 {\displaystyle ABX}와 {\displaystyle ACX}는 SAS 합동에 따라 합동이다. 특히, {\displaystyle BX=CX}이며, 또한
{\displaystyle \angle AXB=\angle AXC={\frac {1}{2}}\angle BXC={\frac {\pi }{2}}}
이다. 즉, {\displaystyle AX}는 변 {\displaystyle BC}의 수직 이등분선이며, 따라서 {\displaystyle AX}는 삼각형 {\displaystyle ABC}의 중선이자 변 {\displaystyle BC}의 수선이다. 
삼각형 {\displaystyle ABC}의 밑변의 길이가 {\displaystyle BC=a}라고 하고 두 등변의 길이가 {\displaystyle b}라고 할 때, 이 직선의 삼각형 내부에 포함된 부분의 길이는
{\displaystyle {\sqrt {a^{2}-{\frac {b^{2}}{4}}}}}
이다.:71, §2D

### 밑각
삼각형 {\displaystyle ABC}에 대하여, 다음 두 조건이 서로 동치이다.:7, §1B; 10, Exercise 1B.1
- {\displaystyle AB=AC}
- {\displaystyle \angle B=\angle C}

즉, 이등변 삼각형의 두 밑각의 크기는 같다. 이 명제를 당나귀의 다리라고 부르기도 한다. 반대로 크기가 같은 두 각의 대변의 길이는 같다.

증명 도해

증명:
우선 {\displaystyle AB=AC}가 성립한다고 가정하자. 각 {\displaystyle \angle A}의 이등분선 {\displaystyle AX}가 변 {\displaystyle BC}와 {\displaystyle X}에서 만난다고 하자. 그렇다면
{\displaystyle AB=AC}
{\displaystyle \angle BAX=\angle CAX={\frac {1}{2}}\angle BAC}
{\displaystyle AX=AX}
이므로, 삼각형 {\displaystyle ABX}와 {\displaystyle ACX}는 SAS 합동에 따라 합동이다. 특히, {\displaystyle \angle B=\angle C}가 성립한다.
이제 {\displaystyle \angle B=\angle C}가 성립한다고 가정하자. 각 {\displaystyle \angle A}의 이등분선 {\displaystyle AX}가 변 {\displaystyle BC}와 {\displaystyle X}에서 만난다고 하자. 그렇다면
{\displaystyle \angle B=\angle C}
{\displaystyle \angle BAX=\angle CAX={\frac {1}{2}}\angle BAC}
{\displaystyle AX=AX}
이므로, 삼각형 {\displaystyle ABX}와 {\displaystyle ACX}는 AAS 합동에 따라 합동이다. 특히, {\displaystyle AB=AC}가 성립한다.
증명::10, §1B
우선 {\displaystyle AB=AC}가 성립한다고 가정하자. 그렇다면
{\displaystyle AB=AC}
{\displaystyle \angle A=\angle A}
{\displaystyle AC=AB}
이므로, 삼각형 {\displaystyle ABC}와 {\displaystyle ACB}는 SAS 합동에 따라 서로 합동이다. 특히, {\displaystyle \angle B=\angle C}가 성립한다.
이제 {\displaystyle \angle B=\angle C}가 성립한다고 가정하자. 그렇다면
{\displaystyle \angle B=\angle C}
{\displaystyle BC=CB}
{\displaystyle \angle C=\angle B}
이므로, 삼각형 {\displaystyle ABC}와 {\displaystyle ACB}는 ASA 합동에 따라 서로 합동이다. 특히, {\displaystyle AB=AC}가 성립한다.

### 높이
삼각형 {\displaystyle ABC}에 대하여, 다음 두 조건이 서로 동치이다.:10, Exercise 1B.6, 1B.7; 20, §1E
- {\displaystyle AB=AC}
- {\displaystyle B}를 지나는 {\displaystyle AC}의 수선 {\displaystyle BY}가 {\displaystyle AC}와 {\displaystyle Y}에서 만난다고 하고, 점 {\displaystyle C}를 지나는 {\displaystyle AB}의 수선 {\displaystyle CZ}가 {\displaystyle AB}와 {\displaystyle Z}에서 만난다고 할 때, {\displaystyle BY=CZ}이다.

즉, 이등변 삼각형의 두 밑각의 꼭짓점에서 대변에 내린 수선의 길이는 같다. 반대로 두 꼭짓점에서 대변에 내린 수선의 길이가 같다면 이 두 대변의 길이는 같다.
증명:
우선 {\displaystyle AB=AC}가 성립한다고 가정하자. 그렇다면
{\displaystyle \angle AYB=\angle AZC={\frac {\pi }{2}}}
{\displaystyle \angle A=\angle A}
{\displaystyle AB=AC}
이므로, 삼각형 {\displaystyle ABY}와 {\displaystyle ACZ}는 AAS 합동에 따라 서로 합동이다. 특히, {\displaystyle BY=CZ}가 성립한다.
이제 {\displaystyle BY=CZ}가 성립한다고 가정하자. 그렇다면
{\displaystyle \angle A=\angle A}
{\displaystyle \angle AYB=\angle AZC={\frac {\pi }{2}}}
{\displaystyle BY=CZ}
이므로, 삼각형 {\displaystyle ABY}와 {\displaystyle ACZ}는 AAS 합동에 따라 서로 합동이다. 특히, {\displaystyle AB=AC}가 성립한다.

### 중선
삼각형 {\displaystyle ABC}에 대하여, 다음 두 조건이 서로 동치이다.:10, Exercise 1B.4; 52, §2B, Problem 2.8
- {\displaystyle AB=AC}
- 변 {\displaystyle AC}의 중점이 {\displaystyle Y}라고 하고, 변 {\displaystyle AB}의 중점이 {\displaystyle Z}라고 할 때, {\displaystyle BY=CZ}이다.

즉, 이등변 삼각형의 두 밑각의 꼭짓점을 지나는 중선의 길이는 같다. 반대로 두 꼭짓점을 지나는 중선의 길이가 같다면 두 대변의 길이는 같다.
증명:
우선 {\displaystyle AB=AC}가 성립한다고 가정하자. 그렇다면
{\displaystyle AB=AC}
{\displaystyle \angle A=\angle A}
{\displaystyle AY=AZ}
이므로, 삼각형 {\displaystyle ABY}와 {\displaystyle ACZ}는 SAS 합동에 따라 서로 합동이다. 특히, {\displaystyle BY=CZ}가 성립한다.
이제 {\displaystyle BY=CZ}가 성립한다고 가정하자. {\displaystyle BY}와 {\displaystyle CZ}의 교점이 {\displaystyle G}라고 하자. 그렇다면 {\displaystyle G}는 삼각형 {\displaystyle ABC}의 무게 중심이므로, {\displaystyle BG=2GY}이고 {\displaystyle CG=2GZ}이다. 따라서
{\displaystyle BG=CG}
{\displaystyle \angle BGZ=\angle CGY}
{\displaystyle GY=GZ}
이므로, 삼각형 {\displaystyle BGZ}와 {\displaystyle CGY}는 SAS 합동에 따라 서로 합동이다. 특히, {\displaystyle \angle GBZ=\angle GCY}이다. 따라서
{\displaystyle \angle A=\angle A}
{\displaystyle \angle ABY=\angle ACZ}
{\displaystyle BY=CZ}
이므로, 삼각형 {\displaystyle ABY}와 {\displaystyle ACZ}는 AAS 합동에 따라 서로 합동이다. 특히, {\displaystyle AB=AC}가 성립한다.

### 각의 이등분선
슈타이너-레무스 정리에 따르면, 삼각형 {\displaystyle ABC}에 대하여, 다음 두 조건이 서로 동치이다.:10, Exercise 1B.5; 70, §2D, Problem 2.21
- {\displaystyle AB=AC}
- 각 {\displaystyle \angle B}의 이등분선 {\displaystyle BY}가 {\displaystyle AC}와 {\displaystyle Y}에서 만난다고 하고, 각 {\displaystyle \angle C}의 이등분선 {\displaystyle CZ}가 {\displaystyle AB}와 {\displaystyle Z}에서 만난다고 할 때, {\displaystyle BY=CZ}이다.

즉, 이등변 삼각형의 두 밑각의 이등분선의 길이는 같다. 반대로 두 내각의 이등분선의 길이가 같다면 두 대변의 길이는 같다.
증명:
각의 이등분선의 길이의 제곱은
{\displaystyle BY^{2}=AB\cdot BC\left(1-{\frac {AC^{2}}{(AB+BC)^{2}}}\right)}
{\displaystyle CZ^{2}=AC\cdot BC\left(1-{\frac {AB^{2}}{(AC+BC)^{2}}}\right)}
이다. 따라서 만약 {\displaystyle AB=AC}라면 {\displaystyle BY=CZ}이고, 만약 {\displaystyle AB>AC}라면 {\displaystyle BY>CZ}이고, 만약 {\displaystyle AB<AC}라면 {\displaystyle BY<CZ}이다.